# Terra sem CEP
Terra Sem CEP é o nono álbum ao vivo e décimo no geral da dupla sertaneja Jorge & Mateus, lançado em 23 de fevereiro de 2018 pela Som Livre. O disco foi gravado em 22 de dezembro de 2017, na boate Villa Mix, em Goiânia, sendo o primeiro trabalho de inéditas dos astros do sertanejo em dois anos.
O nome do álbum faz uma alusão de que o local não tem um endereço. “A história é escrita ao longo do caminho e todo caminho leva a algum lugar. Onde nossa história vai nos levar, não sabemos. Mas sabemos quem queremos ao nosso lado, nos ajudando a escrevê-la todos os dias e essas pessoas são vocês. Agora, queremos convidar a todos para embarcarem com a gente nessa ‘Terra Sem CEP’, explicaram a dupla.

## Lista de Faixas
| CD             |                        |                                                                        |         |  |
| N.º            | Título                 | Compositor(es)                                                         | Duração |  |
| 1.             | "Olhares Sinceros"     | Tierry Kevi Jonny Rafa Lemos Matheus Kennedy                           | 3:02    |  |
| 2.             | "Anjo Moderno"         | Michel Alves Rodrigo Marques Victor Reis                               | 3:11    |  |
| 3.             | "Propaganda"           | Henrique Casttro Os Parazim Márcia Araújo Diego Silveira               | 2:21    |  |
| 4.             | "Trincadinho"          | Thales Lessa Lari Ferreira D. Silveira Nicolas Damasceno Rafael Borges | 2:20    |  |
| 5.             | "Vale por Dez"         | Jujuba Vicentim Poeta Kadu Martins Matheus Fernandes Davi Melo         | 2:54    |  |
| 6.             | "A Mil por Hora"       | Alexandre Peixe Átila Lima Fábio O'Brian                               | 3:13    |  |
| 7.             | "Bobinha"              | Gabriel Agra Matheus Santos Matheus Marcolino                          | 3:26    |  |
| 8.             | "Distante do Perfeito" | André Silva                                                            | 3:25    |  |
| 9.             | "Amor Turista"         | Humberto Júnior D. Silveira T. Lessa N. Damasceno R. Borges            | 2:34    |  |
| 10.            | "Menina Maluquinha"    | Zeider Pires Tato Ivo Mozart Manuca Almeida Marcelo Mira               | 2:29    |  |
| 11.            | "Inesperado"           | Júnior Pepato Elcio Di Carvalho Danillo Dávilla L. Ferreira            | 2:26    |  |
| 12.            | "Coração Calejado"     | Júnior Angelim                                                         | 2:46    |  |
| 13.            | "Três Pontinhos"       | Thallys Pacheco                                                        | 2:30    |  |
| 14.            | "Terra Sem CEP"        | H. Casttro Bruno Mandioca Montenegro Elvis Elan                        | 2:57    |  |
| Duração total: | Duração total:         | Duração total:                                                         | 39:34   |  |

| DVD            |                                   |         |  |
| N.º            | Título                            | Duração |  |
| 1.             | "Abertura / Olhares Sinceros"     | 3:10    |  |
| 2.             | "A Mil Por Hora"                  | 3:11    |  |
| 3.             | "Propaganda"                      | 2:20    |  |
| 4.             | "Bobinha"                         | 3:26    |  |
| 5.             | "Trincadinho"                     | 2:21    |  |
| 6.             | "Vale por Dez"                    | 2:52    |  |
| 7.             | "Menina Maluquinha"               | 2:26    |  |
| 8.             | "Inesperado"                      | 2:24    |  |
| 9.             | "Distante do Perfeito"            | 3:25    |  |
| 10.            | "Três Pontinhos"                  | 2:31    |  |
| 11.            | "Terra Sem CEP"                   | 2:54    |  |
| 12.            | "Amor Turista"                    | 2:31    |  |
| 13.            | "Anjo Moderno"                    | 3:12    |  |
| 14.            | "Coração Calejado / Encerramento" | 2:41    |  |
| Duração total: | Duração total:                    | 39:34   |  |

## Recepção
A recepção de Terra Sem CEP pelo público foi tão grande, que no mesmo dia em que chegou às plataformas digitais, todas as 14 faixas entraram para o Top 100 do Spotify Brasil. Dias depois, o álbum já ocupava a primeira posição na Apple Music.